# 美松苑

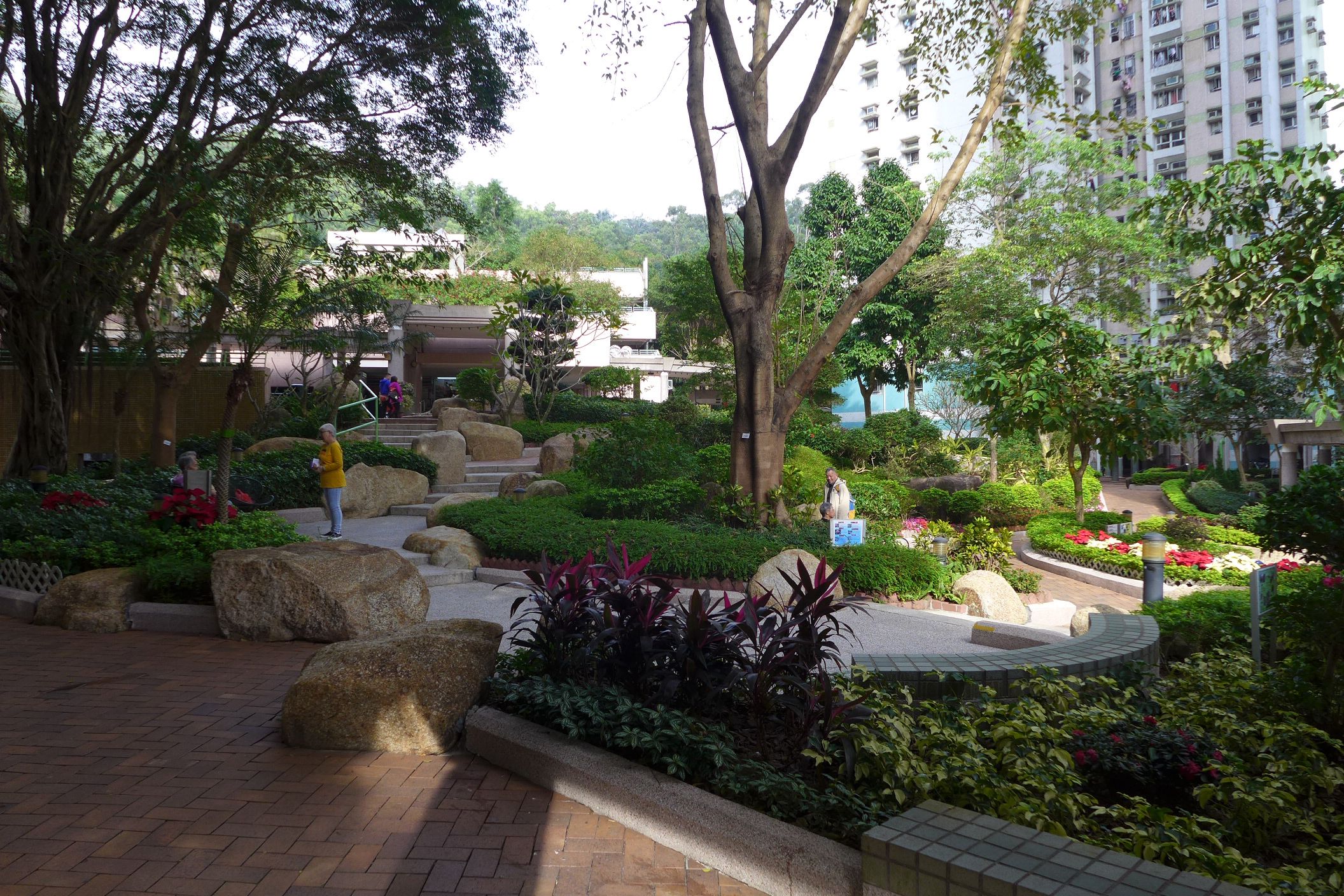
園藝花園

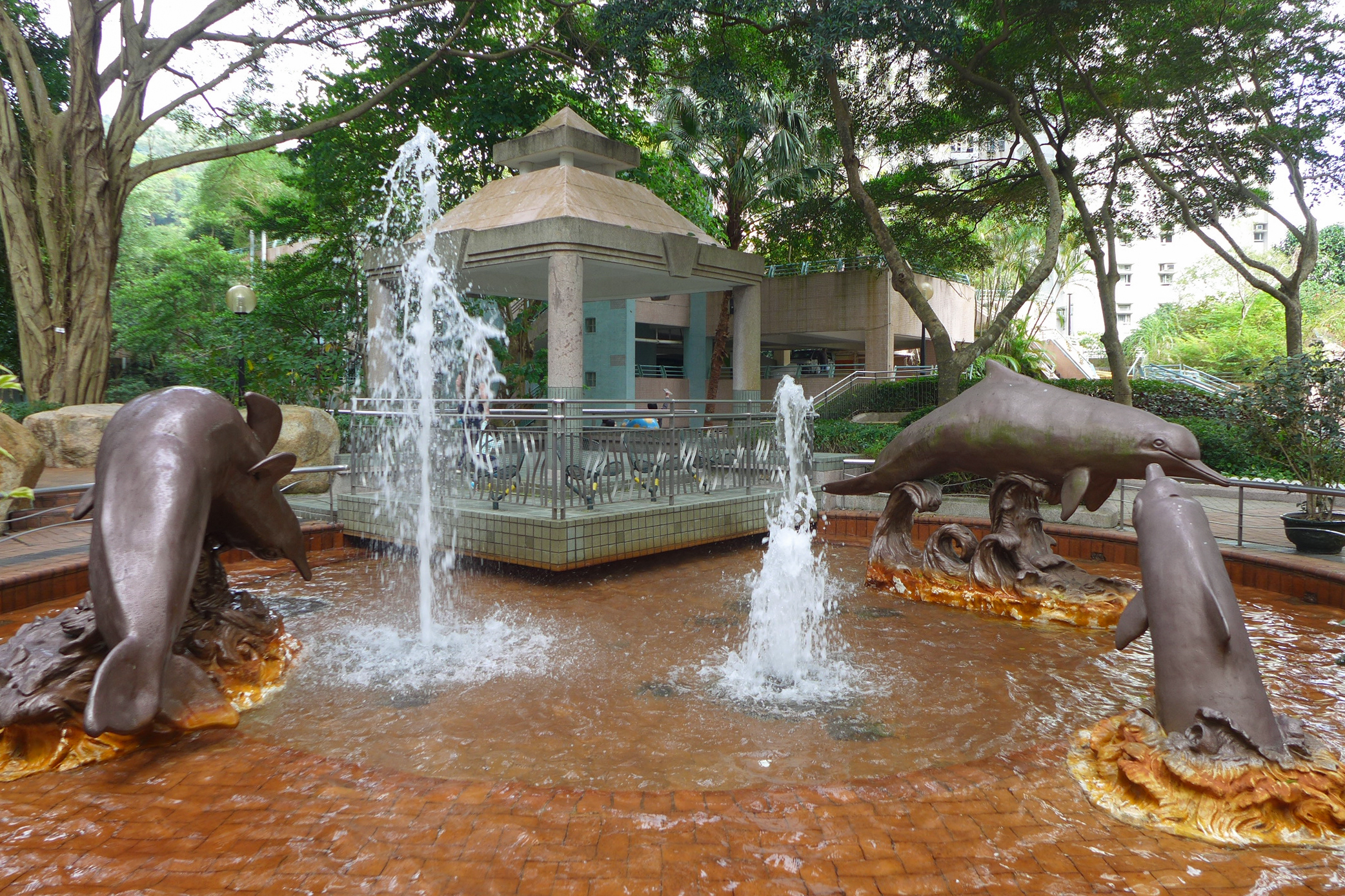
水池和涼亭

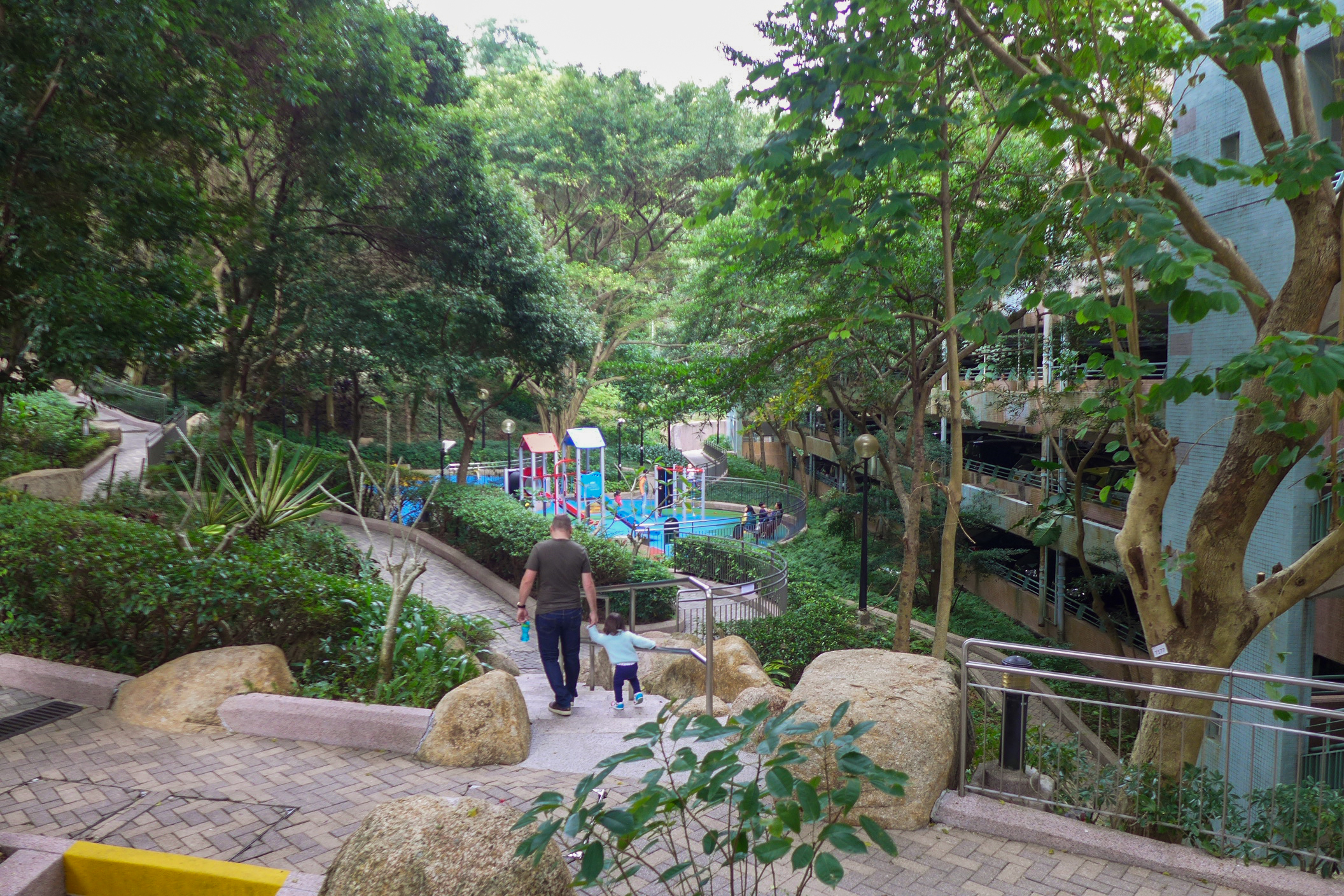
兒童遊樂場

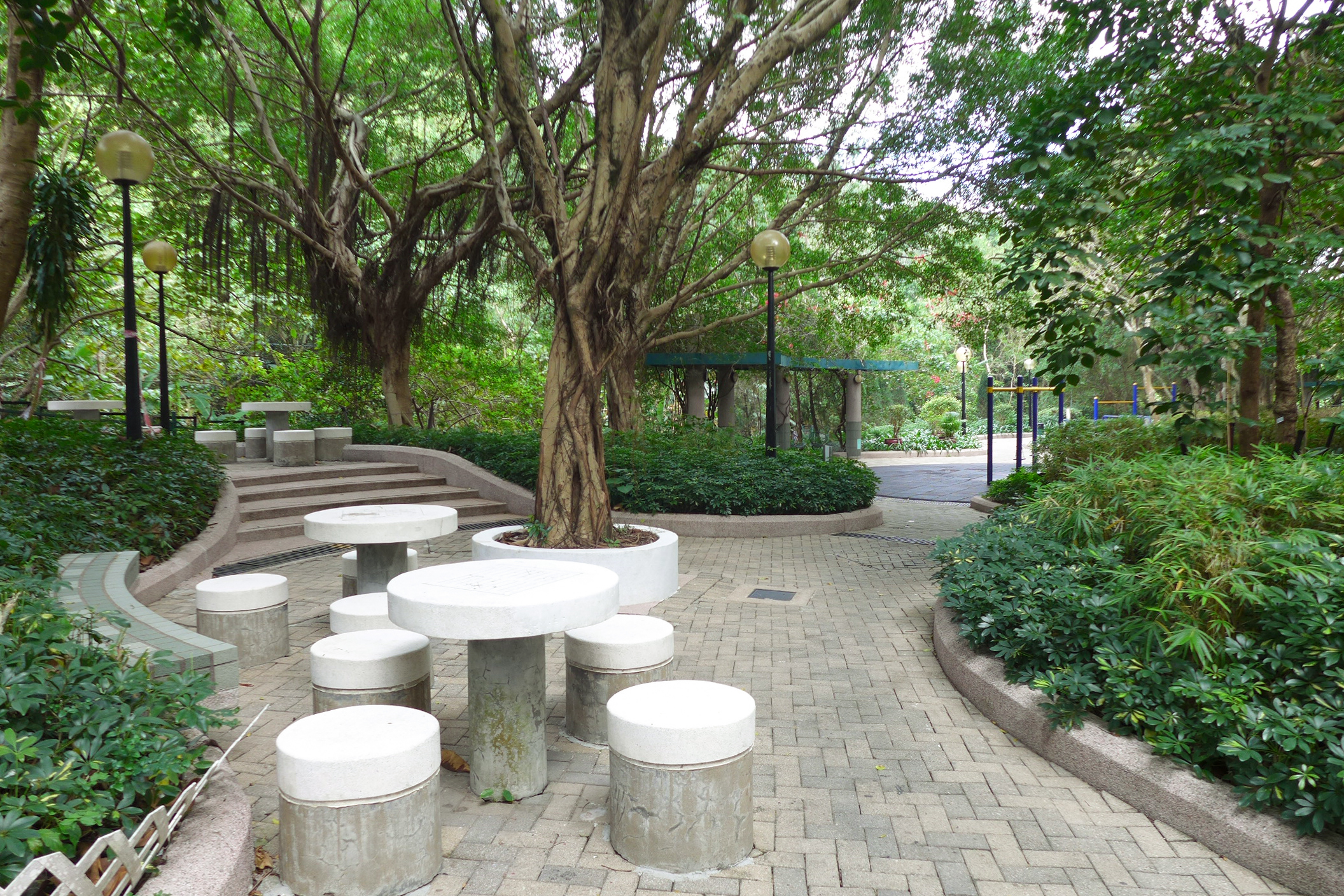
棋藝閣

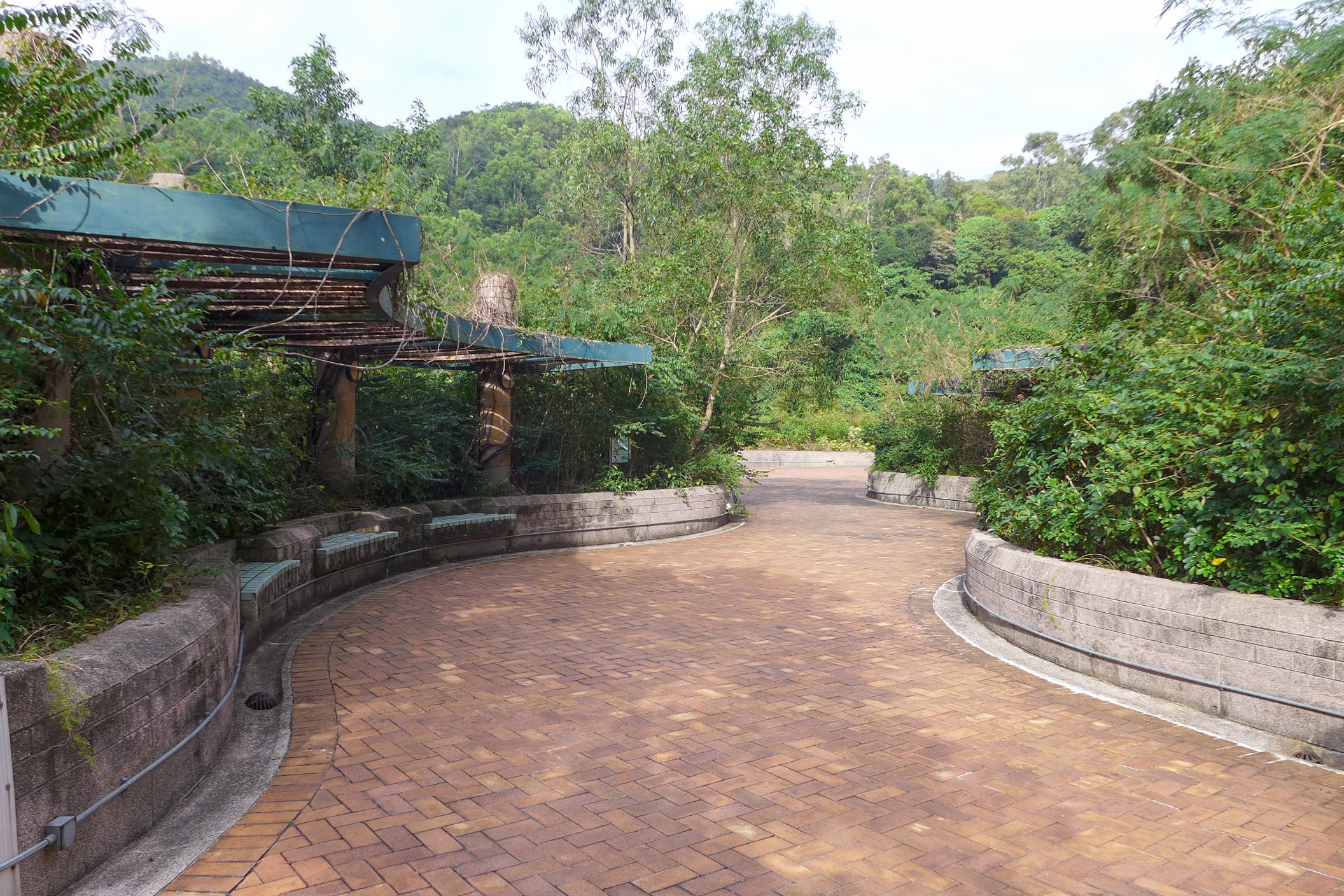
停車場天台欠缺打理

美松苑（英語：Mei Chung Court）是香港房屋委員會的居屋屋苑之一，位於新界沙田區的大圍美田路25-35號，前身為城門隧道工程支援工地及臨時職工宿舍，與美城苑僅以一路之隔（兩個屋苑以美田路為分界線），於1996年落成，屬居屋出售分期的第十六期乙屋苑。

## 屋苑資料

### 樓宇
| 樓宇名稱（座號）    | 門牌號碼   | 樓宇類型 | 落成年份 | 層數 | 每層伙數 | 每座單位數目（伙） | 承建商   | 提供升降機的廠商 | 期數 |
| ------------------- | ---------- | -------- | -------- | ---- | -------- | ------------------ | -------- | ---------------- | ---- |
| 富松閣（A座/第3座） | 美田路25號 | 新十字型 | 1996年   | 35   | 10       | 350                | 順成建築 | 乘賓             | 1    |
| 麗松閣（B座/第2座） | 美田路27號 | 新十字型 | 1996年   | 35   | 10       | 350                | 順成建築 | 乘賓             | 1    |
| 興松閣（C座/第1座） | 美田路29號 | 新十字型 | 1996年   | 27   | 10       | 270                | 順成建築 | 乘賓             | 1    |
| 盛松閣（D座/第4座） | 美田路31號 | 新十字型 | 1996年   | 35   | 10       | 350                | 禮頓建築 | 富士達           | 2    |
| 康松閣（E座/第5座） | 美田路33號 | 新十字型 | 1996年   | 35   | 10       | 350                | 禮頓建築 | 富士達           | 2    |
| 樂松閣（F座/第6座） | 美田路35號 | 新十字型 | 1996年   | 27   | 10       | 270                | 禮頓建築 | 富士達           | 2    |

### 設施
屋苑設施包括6個兒童遊樂場、園藝花園、棋藝閣、水池和涼亭。屋苑內設有有蓋行人通道連接各座樓宇。停車場樓高3層，1樓設7-11便利店及自動櫃員機，天台設休憩花園，唯處於荒廢狀態。

## 軼聞

### 馬騮為患
美松苑靠近山邊，距離猴子聚居的金山郊野公園不遠，加上有居民喜歡餵飼猴子，所以經常有猴子出現。其中農曆七月盂蘭節前後，有人在地上遺下水果等祭品無人清理，惹來猴群，更曾發生傷人事件，管理處每年平均會接到5至6宗居民受猴子滋擾報告，所以保安員需接受漁護署特別培訓，並配備發出刺耳響聲的「蜂鳴器」和木棍驅趕猴子。

## 相關事件

### 停車場被水浸事件
1997年7月3日，香港持續暴雨，天文台發出紅色暴雨警告，美松苑停車場嚴重水浸後，汽車積聚大量污泥。

### 停車場加價
2006年12月1日，領匯調整轄下43個停車場月租車位的租金，加幅最高是美松苑車位，加幅接近兩成四。美松苑停車場是獨市生意，平均泊車率高達八成，出租率非常高，沙田區議員鄧永昌批評領展加幅遠超通脹及薪酬加幅. 美松苑現有380個車位 。

### 停車場大樓及其商業部份轉讓紀錄
2016年，領展以2.041億港元向恒力投資董事陳長偉及有關人士出售美松苑停車場大樓及其商業部份。美松苑停車場有大約385個車位連1個面積約1,100平方呎的商鋪。2018年，有報導指蔡伯能以3.28億港元購入相關物業。

## 鄰近建築
- 美林邨
- 美城苑
- 美林體育館

## 外部連結
- 香港房屋委員會：美松苑 （页面存档备份，存于）